# 2494 Inge
2494 Inge este un asteroid din centura principală, descoperit pe 4 iunie 1981 de Edward Bowell.